# ضياء الرحمن مدني
مولوي ضياء الرحمن مدني (مواليد 1960) هو زعيم أفغاني في حركة طالبان، والحاكم السابق لمقاطعة لوكر وعضو فريق التفاوض في مكتب قطر. مدني من أصل طاجيكي وينتمي إلى ولاية تخار في أفغانستان.